# Olaszország az 1984. évi téli olimpiai játékokon
Olaszország a jugoszláviai Szarajevóban megrendezett 1984. évi téli olimpiai játékok egyik részt vevő nemzete volt. Az országot az olimpián 9 sportágban 74 sportoló képviselte, akik összesen 2 érmet szereztek.

## Érmesek
| Érem  | Versenyző           | Sportág  | Versenyszám    |
| ----- | ------------------- | -------- | -------------- |
| Arany | Paola Magoni-Sforza | Alpesisí | Női műlesiklás |
| Arany | Paul Hildgartner    | Szánkó   | Férfi egyes    |

## Alpesisí
Férfi
| Versenyző           | Versenyszám      | 1. futam      | 1. futam      | 2. futam      | 2. futam      | Összesítés | Összesítés |
| Versenyző           | Versenyszám      | Idő           | Hely.         | Idő           | Hely.         | Idő        | Helyezés   |
| ------------------- | ---------------- | ------------- | ------------- | ------------- | ------------- | ---------- | ---------- |
| Paolo De Chiesa     | Műlesiklás       | nem ért célba | nem ért célba | kiesett       | kiesett       | kiesett    | kiesett    |
| Roberto Erlacher    | Óriás-műlesiklás | 1:22,36       | 13.           | 1:21,73       | 12.           | 2:44,09    | 12.        |
| Alberto Ghidoni     | Lesiklás         |               |               |               |               | 1:47,87    | 16.*       |
| Alberto Ghidoni     | Óriás-műlesiklás | nem ért célba | nem ért célba | kiesett       | kiesett       | kiesett    | kiesett    |
| Alex Giorgi         | Műlesiklás       | 51,96         | 4.            | nem ért célba | nem ért célba | kiesett    | kiesett    |
| Alex Giorgi         | Óriás-műlesiklás | 1:22,05       | 9.            | 1:20,95       | 3.            | 2:43,00    | 7.         |
| Roberto Grigis      | Műlesiklás       | 53,19         | 12.           | nem ért célba | nem ért célba | kiesett    | kiesett    |
| Michael Mair        | Lesiklás         |               |               |               |               | 1:47,70    | 15.        |
| Danilo Sbardellotto | Lesiklás         |               |               |               |               | 1:48,06    | 20.*       |
| Oswald Tötsch       | Műlesiklás       | 52,81         | 7.            | 47,67         | 1.            | 1:40,48    | 5.         |
| Oswald Tötsch       | Óriás-műlesiklás | 1:22,94       | 16.           | 1:22,03       | 13.           | 2:44,97    | 15.        |

Női
| Versenyző         | Versenyszám      | 1. futam      | 1. futam      | 2. futam      | 2. futam      | Összesítés | Összesítés |
| Versenyző         | Versenyszám      | Idő           | Hely.         | Idő           | Hely.         | Idő        | Helyezés   |
| ----------------- | ---------------- | ------------- | ------------- | ------------- | ------------- | ---------- | ---------- |
| Paoletta Magoni   | Műlesiklás       | 48,85         | 4.*           | 47,62         | 1.            | 1:36,47    |            |
| Paoletta Magoni   | Óriás-műlesiklás | 1:12,56       | 36.           | 1:15,31       | 32.           | 2:27,87    | 32.        |
| Maria Rosa Quario | Műlesiklás       | 49,68         | 13.           | 48,31         | 2.            | 1:37,99    | 7.         |
| Fulvia Stevenin   | Műlesiklás       | nem ért célba | nem ért célba | kiesett       | kiesett       | kiesett    | kiesett    |
| Fulvia Stevenin   | Óriás-műlesiklás | 1:12,09       | 29.*          | nem ért célba | nem ért célba | kiesett    | kiesett    |
| Daniela Zini      | Műlesiklás       | 49,32         | 8.            | 48,83         | 8.            | 1:38,15    | 9.         |
| Daniela Zini      | Óriás-műlesiklás | 1:12,07       | 28.           | 1:14,26       | 25.           | 2:26,33    | 25.        |

* - egy másik versenyzővel azonos eredményt ért el

## Biatlon
| Versenyző                                                         | Versenyszám      | Lövőhiba | Időeredmény | Helyezés |
| ----------------------------------------------------------------- | ---------------- | -------- | ----------- | -------- |
| Adriano Darioli                                                   | 20 km egyéni     | 8        | 1:21:14,0   | 28.      |
| Johann Passler                                                    | 10 km sprint     | 4        | 34:31,4     | 35.      |
| Gottlieb Taschler                                                 | 10 km sprint     | 1        | 33:04,9     | 19.      |
| Marco Zanon                                                       | 20 km egyéni     | 4        | 1:19:59,9   | 19.      |
| Andreas Zingerle                                                  | 10 km sprint     | 5        | 34:07,5     | 29.      |
| Andreas Zingerle                                                  | 20 km egyéni     | 4        | 1:16:21,7   | 9.       |
| Adriano Darioli Gottlieb Taschler Johann Passler Andreas Zingerle | 4 × 7,5 km váltó | 0        | 1:42:32,8   | 5.       |

## Bob
| Versenyző                                                       | Versenyszám | 1. futam | 1. futam | 2. futam | 2. futam | 3. futam | 3. futam | 4. futam | 4. futam | Összesítés | Összesítés |
| Versenyző                                                       | Versenyszám | Idő      | Hely.    | Idő      | Hely.    | Idő      | Hely.    | Idő      | Hely.    | Idő        | Helyezés   |
| --------------------------------------------------------------- | ----------- | -------- | -------- | -------- | -------- | -------- | -------- | -------- | -------- | ---------- | ---------- |
| Guerrino Ghedina Andrea Meneghin                                | Kettes      | 52,40    | 9.       | 52,46    | 8.       | 51,82    | 6.       | 52,41    | 9.       | 3:29,09    | 7.         |
| Marco Bellodis Stefano Ticci                                    | Kettes      | 52,69    | 11.      | 52,73    | 9.*      | 52,28    | 11.      | 52,32    | 7.       | 3:30,02    | 9.         |
| Alex Wolf Georg Beikircher Pasquale Gesuito Umberto Prato       | Négyes      | 51,12    | 16.      | 51,19    | 12.      | 51,57    | 17.      | 51,63    | 17.      | 3:25,51    | 17.        |
| Guerrino Ghedina Stefano Ticci Paolo Scaramuzza Andrea Meneghin | Négyes      | 50,66    | 8.       | 50,93    | 6.       | 51,00    | 6.       | 51,18    | 7.       | 3:23,77    | 8.         |

* - egy másik csapattal azonos eredményt ért el

## Gyorskorcsolya
Férfi
| Versenyző          | Versenyszám | Eredmény | Helyezés |
| ------------------ | ----------- | -------- | -------- |
| Maurizio Marchetto | 5000 m      | 7:36,87  | 22.      |
| Maurizio Marchetto | 10 000 m    | 15:19,77 | 20.      |
| Giorgio Paganin    | 500 m       | 40,54    | 33.      |
| Giorgio Paganin    | 1000 m      | 1:20,89  | 32.      |
| Giorgio Paganin    | 1500 m      | 2:04,97  | 35.      |

Női
| Versenyző      | Versenyszám | Eredmény | Helyezés |
| -------------- | ----------- | -------- | -------- |
| Marzia Peretti | 500 m       | 43,63    | 17.      |
| Marzia Peretti | 1000 m      | 1:30,33  | 33.      |

* - egy másik versenyzővel azonos eredményt ért el

## Jégkorong
| Olasz férfi jégkorongcsapat-játékoskeret                                                                        | Olasz férfi jégkorongcsapat-játékoskeret                                                                                 | Olasz férfi jégkorongcsapat-játékoskeret                                                                   |
| --- | --- | --- |
| - John Bellio - Marco Capone - Gerard Ciarcia - Roberto De Piero - Gary Farelli - Norbert Gasser - Grant Goegan | - Adolf Insam - Fabrizio Kasslatter - Erwin Kostner - Michael Mair - Lodovico Migliori - Thomas Milani - Gino Pasqualott | - Martin Pavlu - Constant Priondolo - Norbert Prünster - Adriano Tancon - David Tomassoni - Mike Mastrullo |

### Eredmények
A csoport
| Csapat        | M | Gy | D | V | G+ | G– | Gk  | P  |
| ------------- | - | -- | - | - | -- | -- | --- | -- |
| Szovjetunió   | 5 | 5  | 0 | 0 | 42 | 5  | +37 | 10 |
| Svédország    | 5 | 3  | 1 | 1 | 34 | 15 | +19 | 7  |
| NSZK          | 5 | 3  | 1 | 1 | 27 | 17 | +10 | 7  |
| Lengyelország | 5 | 1  | 0 | 4 | 16 | 37 | –21 | 2  |
| Olaszország   | 5 | 1  | 0 | 4 | 15 | 31 | –16 | 2  |
| Jugoszlávia   | 5 | 1  | 0 | 4 | 8  | 37 | –29 | 2  |

| 1984. február 7. | Svédország (SWE) | 11 – 3 (2–1, 3–2, 6–0) | Olaszország | Szarajevó |

|  |  |  |  |  |
|  |  |  |  |  |
|  |  |  |  |  |
|  |  |  |  |  |

| 1984. február 9. | Szovjetunió (URS) | 5 – 1 (4–0, 1–1, 0–0) | Olaszország | Szarajevó |

|  |  |  |  |  |
|  |  |  |  |  |
|  |  |  |  |  |
|  |  |  |  |  |

| 1984. február 11. | Olaszország (ITA) | 6 – 1 (0–1, 4–0, 2–0) | Lengyelország | Szarajevó |

|  |  |  |  |  |
|  |  |  |  |  |
|  |  |  |  |  |
|  |  |  |  |  |

| 1984. február 13. | Jugoszlávia (YUG) | 5 – 1 (0–0, 2–1, 3–0) | Olaszország | Szarajevó |

|  |  |  |  |  |
|  |  |  |  |  |
|  |  |  |  |  |
|  |  |  |  |  |

| 1984. február 15. | NSZK (FRG) | 9 – 4 (1–0, 5–1, 3–3) | Olaszország | Szarajevó |

|  |  |  |  |  |
|  |  |  |  |  |
|  |  |  |  |  |
|  |  |  |  |  |

| Csapat      | Helyezés |
| ----------- | -------- |
| Olaszország | 9.       |

## Műkorcsolya
| Versenyző    | Versenyszám | Kötelező elemek   | Kötelező elemek | Kötelező elemek | Rövid program     | Rövid program | Rövid program | Kűr               | Kűr   | Kűr         | Összesítés         | Összesítés |
| Versenyző    | Versenyszám | Több. hely. száma | Hely.           | Hely. pont.     | Több. hely. száma | Hely.         | Hely. pont.   | Több. hely. száma | Hely. | Hely. pont. | Helyezési pontszám | Helyezés   |
| ------------ | ----------- | ----------------- | --------------- | --------------- | ----------------- | ------------- | ------------- | ----------------- | ----- | ----------- | ------------------ | ---------- |
| Karin Telser | Női egyéni  | 5×10+             | 11.             | 6,6             | 6×15+             | 15.           | 6,0           | 7×17+             | 16.   | 16,0        | 28,6               | 15.        |

| Versenyző                          | Versenyszám | Kötelező tánc     | Kötelező tánc | Kötelező tánc | Eredeti (original) tánc | Eredeti (original) tánc | Eredeti (original) tánc | Kűr               | Kűr   | Kűr         | Összesítés         | Összesítés |
| Versenyző                          | Versenyszám | Több. hely. száma | Hely.         | Hely. pont.   | Több. hely. száma       | Hely.                   | Hely. pont.             | Több. hely. száma | Hely. | Hely. pont. | Helyezési pontszám | Helyezés   |
| ---------------------------------- | ----------- | ----------------- | ------------- | ------------- | ----------------------- | ----------------------- | ----------------------- | ----------------- | ----- | ----------- | ------------------ | ---------- |
| Isabella Micheli Roberto Pelizzola | Jégtánc     | 8×15+             | 15.           | 9,0           | 8×15+                   | 15.                     | 6,0                     | 6×14+             | 14.   | 14,0        | 29,0               | 15.        |

## Sífutás
Férfi
| Versenyző                                                             | Versenyszám     | Eredmény  | Helyezés |
| --------------------------------------------------------------------- | --------------- | --------- | -------- |
| Giulio Capitanio                                                      | 15 km           | 43:50,8   | 24.      |
| Giulio Capitanio                                                      | 30 km           | 1:34:22,6 | 26.      |
| Giulio Capitanio                                                      | 50 km           | 2:28:51,7 | 34.      |
| Maurilio De Zolt                                                      | 15 km           | 42:40,0   | 9.       |
| Maurilio De Zolt                                                      | 30 km           | 1:31:58,7 | 9.       |
| Maurilio De Zolt                                                      | 50 km           | 2:25:14,9 | 22.      |
| Gianfranco Polvara                                                    | 15 km           | 44:35,7   | 34.      |
| Gianfranco Polvara                                                    | 50 km           | 2:25:07,5 | 21.      |
| Alfred Runggaldier                                                    | 30 km           | kizárták  | kizárták |
| Giorgio Vanzetta                                                      | 15 km           | 42:54,9   | 14.      |
| Giorgio Vanzetta                                                      | 30 km           | 1:33:54,3 | 24.      |
| Giorgio Vanzetta                                                      | 50 km           | 2:27:08,3 | 30.      |
| Maurilio De Zolt Alfred Runggaldier Giulio Capitanio Giorgio Vanzetta | 4 × 10 km váltó | 1:59:30,3 | 7.       |

Női
| Versenyző                                                      | Versenyszám    | Eredmény  | Helyezés |
| -------------------------------------------------------------- | -------------- | --------- | -------- |
| Clara Angerer                                                  | 5 km           | 18:47,9   | 31.      |
| Clara Angerer                                                  | 10 km          | 35:31,1   | 35.      |
| Guidina Dal Sasso                                              | 5 km           | 18:24,9   | 24.*     |
| Guidina Dal Sasso                                              | 10 km          | 33:48,2   | 16.      |
| Guidina Dal Sasso                                              | 20 km          | 1:04:44,1 | 10.      |
| Manuela Di Centa                                               | 5 km           | 18:24,9   | 24.*     |
| Manuela Di Centa                                               | 10 km          | 34:41,6   | 28.      |
| Manuela Di Centa                                               | 20 km          | 1:07:10,5 | 26.      |
| Paola Pozzoni                                                  | 5 km           | 18:51,9   | 33.      |
| Paola Pozzoni                                                  | 10 km          | 35:30,8   | 34.      |
| Germana Sperotto                                               | 20 km          | 1:10:24,1 | 35.      |
| Clara Angerer Paola Pozzoni Manuela Di Centa Guidina Dal Sasso | 4 × 5 km váltó | 1:11:12,3 | 9.       |

* - egy másik versenyzővel azonos eredményt ért el

## Síugrás
| Versenyző        | Versenyszám | 1. ugrás | 1. ugrás | 2. ugrás | 2. ugrás | Összesítés | Összesítés |
| Versenyző        | Versenyszám | Pont     | Hely.    | Pont     | Hely.    | Pont       | Helyezés   |
| ---------------- | ----------- | -------- | -------- | -------- | -------- | ---------- | ---------- |
| Massimo Rigoni   | Normálsánc  | 87,3     | 37.      | 103,0    | 8.       | 190,3      | 16.        |
| Massimo Rigoni   | Nagysánc    | 78,5     | 36.      | 80,8     | 34.      | 159,3      | 34.        |
| Sandro Sambugaro | Normálsánc  | 75,5     | 48.      | 86,1     | 37.      | 161,6      | 43.        |
| Sandro Sambugaro | Nagysánc    | 68,9     | 42.      | 69,4     | 43.*     | 138,3      | 44.        |
| Lido Tomasi      | Normálsánc  | 101,7    | 8.       | 86,3     | 36.      | 188,0      | 21.        |
| Lido Tomasi      | Nagysánc    | 91,9     | 18.      | 69,4     | 43.*     | 161,3      | 33.        |

* - egy másik versenyzővel azonos eredményt ért el

## Szánkó
| Versenyző                      | Versenyszám | 1. futam | 1. futam | 2. futam | 2. futam | 3. futam | 3. futam | 4. futam | 4. futam | Összesítés | Összesítés |
| Versenyző                      | Versenyszám | Idő      | Hely.    | Idő      | Hely.    | Idő      | Hely.    | Idő      | Hely.    | Idő        | Helyezés   |
| ------------------------------ | ----------- | -------- | -------- | -------- | -------- | -------- | -------- | -------- | -------- | ---------- | ---------- |
| Ernst Haspinger                | Férfi egyes | 46,157   | 1.       | 46,562   | 7.       | 46,438   | 8.       | 46,170   | 5.       | 3:05,327   | 6.         |
| Paul Hildgartner               | Férfi egyes | 46,182   | 3.       | 46,271   | 2.       | 45,871   | 1.       | 45,934   | 1.       | 3:04,258   |            |
| Norbert Huber                  | Férfi egyes | 46,888   | 14.      | 46,629   | 10.      | 46,265   | 4.       | 46,127   | 4.       | 3:05,909   | 9.         |
| Monika Auer                    | Női egyes   | 44,466   | 23.      | 42,830   | 13.      | 41,910   | 4.       | 42,070   | 9.       | 2:51,276   | 13.        |
| Veronika Oberhuber             | Női egyes   | 43,466   | 15.      | 42,534   | 9.       | 42,192   | 8.       | 42,037   | 8.       | 2:50,229   | 11.        |
| Maria Luise Rainer             | Női egyes   | 42,560   | 7.       | 42,320   | 6.       | 42,330   | 12.      | 41,928   | 6.       | 2:49,138   | 6.         |
| Hansjörg Raffl Norbert Huber   | Kettes      | 42,369   | 9.       | 41,984   | 6.       |          |          |          |          | 1:24,353   | 6.         |
| Helmuth Brunner Walter Brunner | Kettes      | 42,039   | 5.       | 42,749   | 11.      |          |          |          |          | 1:24,788   | 10.        |